# 船橋市立三咲小学校
船橋市立三咲小学校（ふなばししりつ みさきしょうがっこう）は、千葉県船橋市二和東五丁目にある公立小学校。通称は「三咲小」（みさきしょう）。

## 概観
2008年度に創立130年を迎えた伝統校。
なお、校名が三咲小学校であるのに、二和東に所在する理由については沿革及びアクセスの節を参照。

## 沿革
- 1878年（明治11年） - 二和の星野清左衛門邸において倍田栄仙が子弟6人に教鞭をとる。
- 1879年（明治12年）12月 - 法典小学附属小学校として、学校に認可される。
- 1886年（明治19年）4月 - 金杉小学校の附属小学校となる。
- 1888年（明治21年）4月 - 二和小学校簡易科と名称をかえる。
- 1891年（明治24年）4月 - 星野邸での学習が終了、金杉尋常小学校に合併される。
- 1900年（明治33年）12月 - 八栄第二尋常小学校として、分離独立、二和88番地に校舎を建てる。
- 1911年（明治44年）11月 - 東葛飾郡八栄村大字三咲358番地に新校舎を造り移転。
- 1918年（大正6年）10月 - 台風により校舎倒壊、仮教場2カ所にて授業。
- 1920年（大正8年） - 新校舎落成。
- 1936年（昭和11年）4月 - 高等科を併設し、東葛飾郡八栄尋常高等小学校と改称。
- 1937年（昭和12年）4月 - 船橋市に合併、船橋市八栄尋常高等小学校と改称。
- 1941年（昭和16年）4月 - 船橋市三咲国民学校と改称。
- 1945年（昭和20年）
  - 6月 - 軍隊駐屯のため、星影神社・三咲稲荷神社両神社にて分散授業。
  - 9月 - 軍隊解散により、校舎に復帰。
- 1946年（昭和21年）6月 - 二和町127番地（現在地）の旧陸軍無線送信所跡に移転。
- 1947年（昭和22年）4月 - 学制改革により船橋市立三咲小学校と改称。三咲小学校発足、御滝中学校校舎完成まで併設。
- 1960年（昭和35年）10月 - 校章及び校旗の制定。
- 1962年（昭和37年）2月 - 校舎鉄筋化工事起工式（地鎮祭）。
- 1964年（昭和39年）5月 - 児童数6名をもって特殊学級を設置。
- 1967年（昭和42年）1月 - 校歌制定。第1棟落成式及び校歌発表会。プール落成式。
- 1968年（昭和43年）5月 - 第2棟6教室落成。
- 1969年（昭和44年）3月 - 第2棟落成。
- 1971年（昭和46年）4月 - 船橋市立大穴小学校新設、児童73名移籍。
- 1973年（昭和48年）4月 - 2人教頭制。船橋市立八木が谷小学校新設分離、児童816名移籍。
- 1977年（昭和52年）4月 - 船橋市立大穴北小学校新設、児童103名移籍。
- 1978年（昭和53年）4月 - 船橋市立二和小学校新設、児童433名移籍。
- 1980年（昭和55年）6月 - 校長室前に観察池完成。
- 1982年（昭和57年）3月 - プール改築工事完了。
- 1983年（昭和58年）4月 - 船橋市立咲が丘小学校新設、児童323名移籍。
- 1984年（昭和59年）8月 - 体育館床改修工事。

## 交通
- 最寄り駅：京成電鉄松戸線二和向台駅下車徒歩2分

## 著名な出身者
小笠原孝 - 元プロ野球選手

## 周辺の施設
・船橋市立北図書館
・二和公民館
・京成電鉄松戸線二和向台駅